# Vladimír J. A. Novák
Vladimír Jan Amos Novák (22. dubna 1919 Praha – 29. září 1997) byl český přírodovědec, tzv. syntetický evoluční biolog. V roce 1972 se stal členem korespondentem Československé akademie věd.

## Život
Narodil se 22. 4. 1919 v rodině profesora fyzikální geografie na Přírodovědecké fakultě Univerzity Karlovy. Studoval biologii a geografii na Univerzitě Karlově, RNDr. v roce 1946. Koncem 40. let studoval deset měsíců u prof. Wiggelswortha v Cambridge, kde se věnoval výzkumu hormonů a morfogenezi hmyzu. V roce 1956 získal vědeckou hodnost kandidát věd v oboru biologie a fyziologie. Zabýval se obecnými zákonitostmi a filozofickými otázkami evoluce, problémy hormonů a morfogeneze u hmyzu aj.
V roce 1959 publikoval práci Insektenhormone, významné dílo o endokrinologii (vyšlo dvakrát německy a třikrát anglicky). Pracoval v Entomologickém ústavu ČSAV, kde založil oddělení fyziologie hmyzu. V roce 1968 získal vědeckou hodnost doktor věd a byla mu udělena Státní cena „za vytvoření oboru endokrinologie hmyzu a vypracování základů gradientfaktorové teorie působení hmyzích hormonů". Spolu s autorským kolektivem publikoval roku 1969 rozsáhlou práci Historický vývoj organismů: fylogenese mikroorganismů, rostlin a živočichů. V roce 1972 se stal členem korespondentem ČSAV.
Postupně se stále více zajímal o obecně evoluční a filozofická témata.
Jeho zaměřením se stala marxistická sociogeneze, přičemž tu chápal jako zákonitou cestu ke komunismu. Po odchodu do důchodu (1989) nepřestal publikovat a věnoval se sociogenezi a jejímu významu pro mírové společenské uspořádání. Je např. spoluautorem publikace Věda proti válkám (ISBN 80-86117-06-5), která vyšla až po jeho smrti. Vladimír Jan Amos Novák zemřel 29. září 1997.